# El Reno (Oklahoma)
El Reno es una ciudad ubicada en el condado de Canadian en el estado estadounidense de Oklahoma. En el año 2010 tenía una población de 	16749 habitantes y una densidad poblacional de 80,41 personas por km².

## Geografía
El Reno se encuentra ubicada en las coordenadas 35°31′49″N 97°57′27″O / 35.53028, -97.95750 (35.530261, -97.957529).

## Demografía
Según la Oficina del Censo en 2000 los ingresos medios por hogar en la localidad eran de $31,200 y los ingresos medios por familia eran $39,106. Los hombres tenían unos ingresos medios de $29,521 frente a los $20,107 para las mujeres. La renta per cápita para la localidad era de $15,570. Alrededor del 16.3% de la población estaban por debajo del umbral de pobreza.